# Kaoruko
La princesse Kaoruko (馨子内親王, Kaoruko-nai-shinno), née le 17 février 1029 et décédée le 26 septembre 1093, aussi appelée Saien-no Kogo, est une impératrice consort (chūgū) du Japon. Elle l'épouse principale de l'empereur Go-Sanjō.

## Source de la traduction
- (en) Cet article est partiellement ou en totalité issu de l’article de Wikipédia en anglais intitulé « Princess Kaoruko » (voir la liste des auteurs).